# Seljord
Seljord é uma comuna da Noruega, com 711 km² de área e 2 899 habitantes (censo de 2004).         